# Obergum
Obergum est un village de la commune néerlandaise de Het Hogeland, situé dans la province de Groningue. 

## Géographie
Historiquement un village séparé, Obergum forme aujourd'hui la partie de Winsum située au nord du Winsumerdiep.

## Histoire
Obergum fait partie de la commune de Winsum avant le 1er janvier 2019, quand celle-ci est supprimée et fusionnée avec Bedum, De Marne et Eemsmond pour former la nouvelle commune de Het Hogeland.